# デルニー

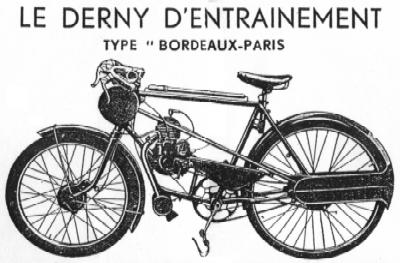
デルニーの広告資料

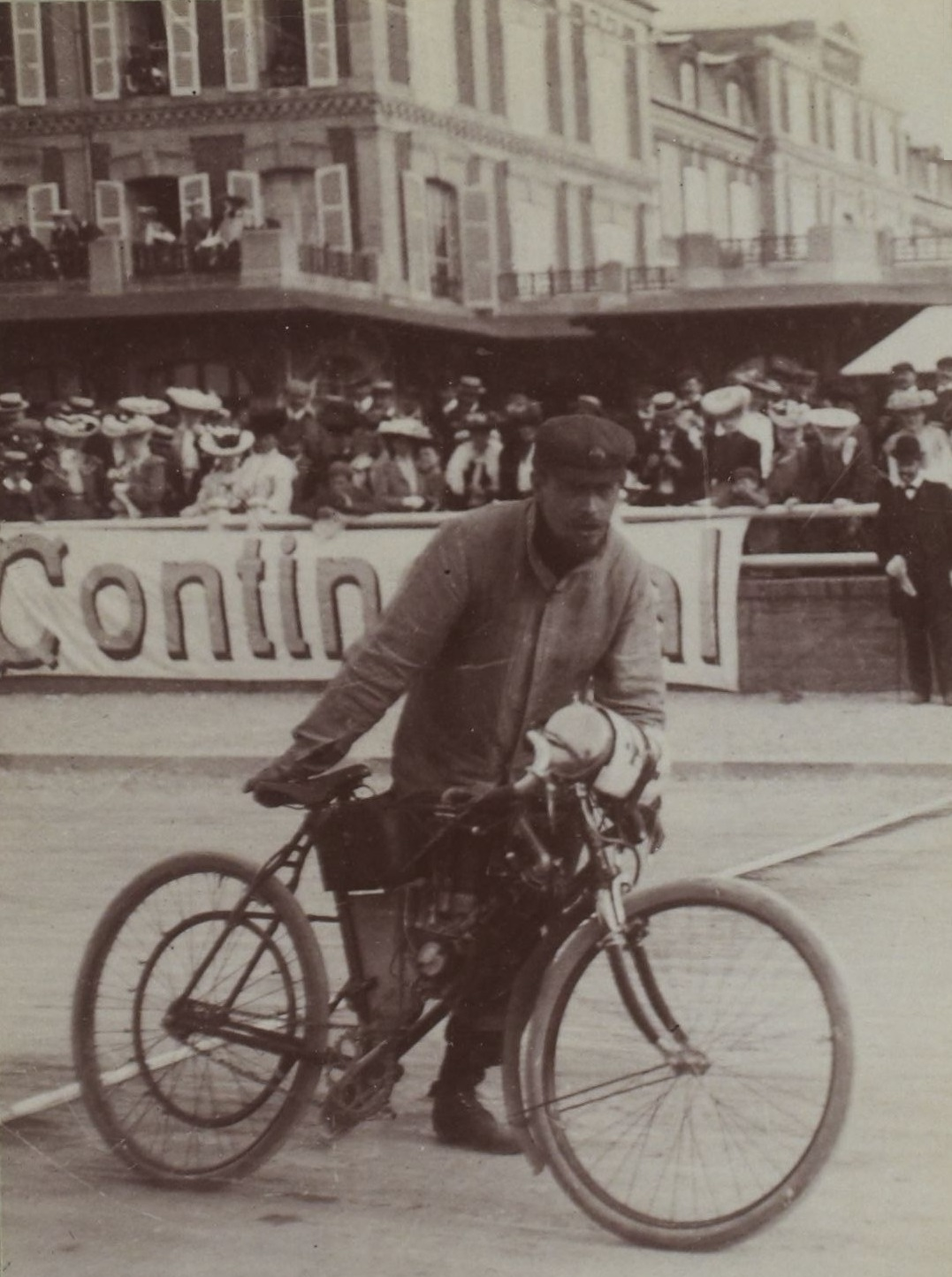
1903年、ドーヴィルにおけるデルニー

デルニー(フランス語: Derny)は、ケイリンや六日間レースなど自転車競技において先導に用いられるモペッドである。元来はフランスのロジェ・デルニー (Roger Derny) によって創業されたデルニー社によって製造されたため、後に自転車競技の先導やペーサーに用いられるモペッドは、製造メーカーなどに関係なく「デルニー」と呼ばれるようになった。
六日間レースにおいてデルニーが先導するレースは「デルニー・レース」または単に「デルニー」と呼ばれる。